# Acacia furcatispina
Acacia furcatispina är en ärtväxtart som beskrevs av Arturo Erhardo Erardo Burkart. Acacia furcatispina ingår i släktet akacior, och familjen ärtväxter. IUCN kategoriserar arten globalt som livskraftig. Inga underarter finns listade i Catalogue of Life.

## Bildgalleri

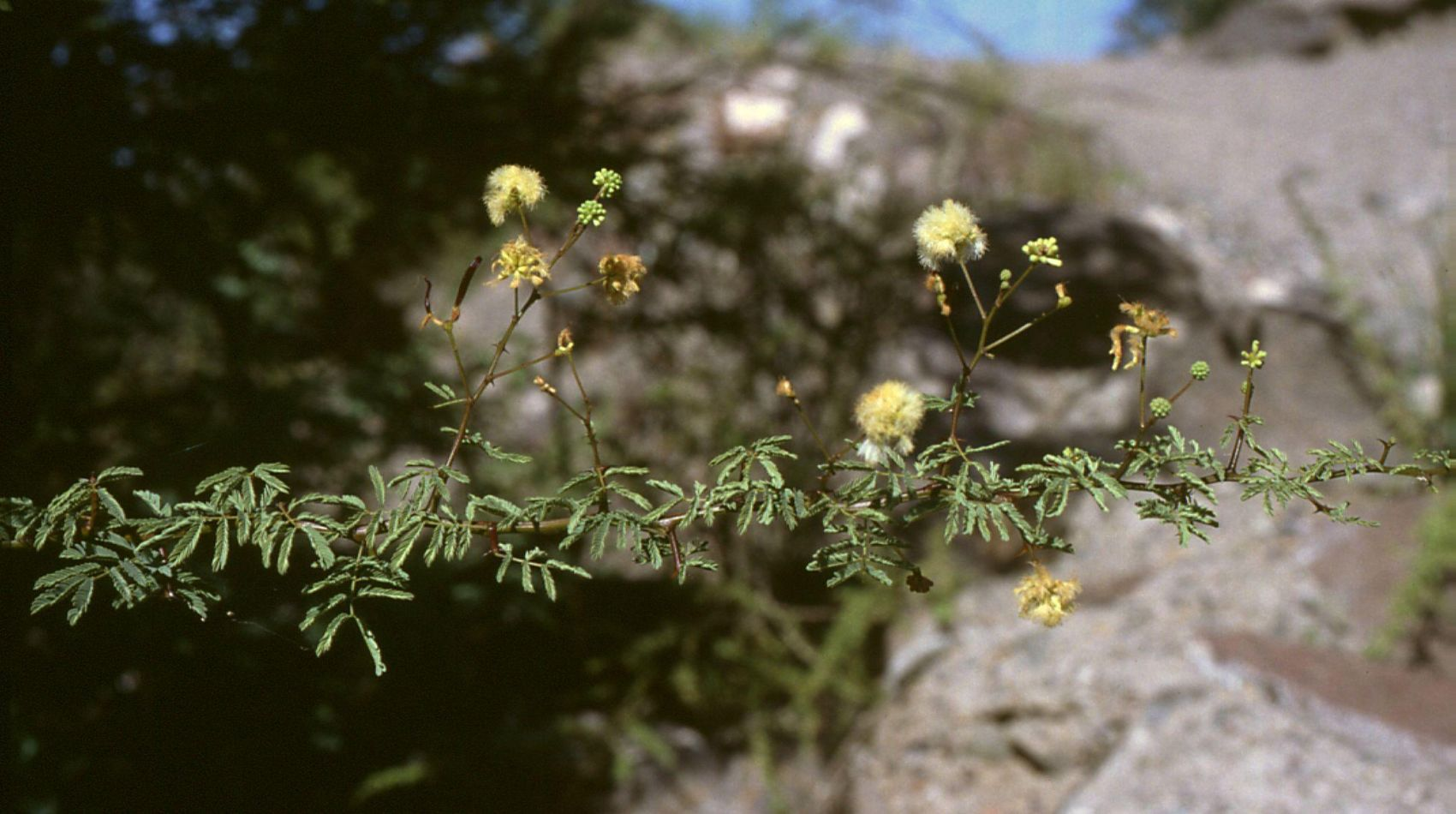